# Heinrich Stremme
Heinrich Stremme (* 8. August 1884 in Willingen; † 18. Dezember 1933 ebenda) war ein deutscher Landwirt und Politiker (Landbund).
Stremme war der Sohn des Landwirts Wilhelm Stremme (1846–1904) und dessen Ehefrau Henriette, geborene Bärenfänger (1853–1934). Er heiratete am 11. August 1907 in Willingen Luise Mkarie Karoline Neuhaus (1883–1967). Stremme war Landwirt in Willingen, wo er von 1920 bis 1933 auch Bürgermeister war.
Von 1925 bis 1929 war er für den Landbund Abgeordneter in der Waldecker Landesvertretung.